# Fred Åkerström
Fred Åkerström (Stoccolma, 27 gennaio 1937 – Karlskrona, 9 agosto 1985) è stato un cantante svedese.
È stato anche interprete, in alcuni dischi, della musica di Carl Michael Bellman. È il padre della cantante CajsaStina Åkerström.

## Discografia
- 1963 - Fred Åkerström sjunger Ruben Nilson
- 1964 - Fred besjunger Frida
- 1964 - Visor och oförskämdheter
- 1965 - Doktor Dolittle
- 1967 - Dagsedlar åt kapitalismen
- 1969 - Fred sjunger Bellman
- 1971 - Mera Ruben Nilson
- 1972 - Två tungor
- 1974 - Glimmande nymf
- 1976 - Bananskiva
- 1977 - Vila vid denna källa
- 1978 - Sjöfolk och landkrabbor
- 1982 - Åkerströms blandning